# Petalopoma indoensis
Petalopoma indoensis is een slakkensoort uit de familie van de Siliquariidae. De wetenschappelijke naam van de soort is voor het eerst geldig gepubliceerd in 2011 door Dharma.